# بارانكيا

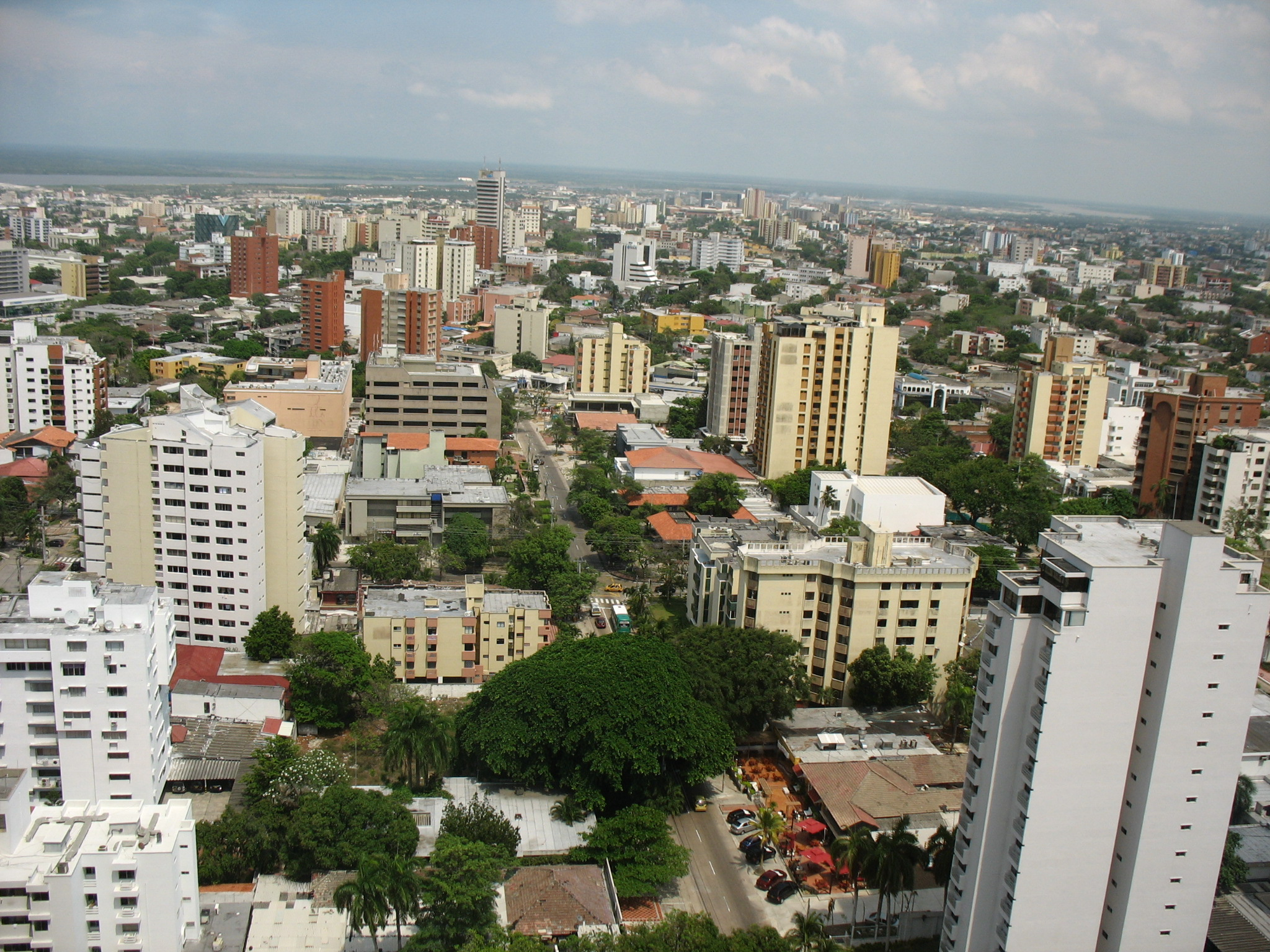

بارانكيا (بالإسبانية: Barranquilla)‏ وتعرف في بعض المصادر البرتغالية والبرازيلية باسم بارانكيلها أو بارانكيليا (بالبرتغالية: Barranquilha‏), هي مدينة صناعية تقع شمال كولومبيا على البحر الكاريبي وتعتبر عاصمة لإدارة أتلانتيكو. يبلغ عدد سكان المدينة 1,148,506 نسمة حسب إحصاء سنة 2005 بينما تبلغ مساحتها 166 كيلومتر مربع.

## المناخ
يظهر الجدول التالي التغييرات المناخية على مدار السنة لبارانكيا:
| الشهر                                                               | يناير        | فبراير      | مارس         | أبريل        | مايو         | يونيو        | يوليو        | أغسطس        | سبتمبر       | أكتوبر       | نوفمبر       | ديسمبر       | المعدل السنوي |
| ------------------------------------------------------------------- | ------------ | ----------- | ------------ | ------------ | ------------ | ------------ | ------------ | ------------ | ------------ | ------------ | ------------ | ------------ | ------------- |
| الدرجة القصوى °م (°ف)                                               | 38.2 (100.8) | 37.6 (99.7) | 37.8 (100.0) | 39.5 (103.1) | 39.3 (102.7) | 39.8 (103.6) | 39.2 (102.6) | 39.0 (102.2) | 38.4 (101.1) | 38.6 (101.5) | 38.4 (101.1) | 39.5 (103.1) | 39.8 (103.6)  |
| متوسط درجة الحرارة الكبرى °م (°ف)                                   | 31.3 (88.3)  | 31.6 (88.9) | 32.1 (89.8)  | 32.9 (91.2)  | 33.3 (91.9)  | 33.0 (91.4)  | 32.7 (90.9)  | 33.2 (91.8)  | 32.6 (90.7)  | 32.2 (90.0)  | 31.9 (89.4)  | 31.5 (88.7)  | 32.3 (90.1)   |
| المتوسط اليومي °م (°ف)                                              | 26.5 (79.7)  | 26.7 (80.1) | 27.0 (80.6)  | 27.5 (81.5)  | 28.1 (82.6)  | 28.1 (82.6)  | 27.9 (82.2)  | 27.9 (82.2)  | 27.6 (81.7)  | 27.2 (81.0)  | 27.4 (81.3)  | 26.9 (80.4)  | 26.9 (80.4)   |
| متوسط درجة الحرارة الصغرى °م (°ف)                                   | 23.4 (74.1)  | 23.7 (74.7) | 24.1 (75.4)  | 24.7 (76.5)  | 24.9 (76.8)  | 24.8 (76.6)  | 24.6 (76.3)  | 24.5 (76.1)  | 24.1 (75.4)  | 23.9 (75.0)  | 24.0 (75.2)  | 23.8 (74.8)  | 24.2 (75.6)   |
| أدنى درجة حرارة °م (°ف)                                             | 18.0 (64.4)  | 18.0 (64.4) | 18.8 (65.8)  | 18.8 (65.8)  | 18.0 (64.4)  | 20.5 (68.9)  | 19.4 (66.9)  | 20.9 (69.6)  | 20.0 (68.0)  | 14.9 (58.8)  | 18.5 (65.3)  | 19.5 (67.1)  | 14.9 (58.8)   |
| الهطول مم (إنش)                                                     | 1 (0.0)      | 0 (0)       | 1 (0.0)      | 24 (0.9)     | 116 (4.6)    | 85 (3.3)     | 67 (2.6)     | 107 (4.2)    | 154 (6.1)    | 164 (6.5)    | 74 (2.9)     | 27 (1.1)     | 822 (32.4)    |
| متوسط أيام هطول الأمطار                                             | 0            | 0           | 0            | 4            | 9            | 9            | 7            | 10           | 13           | 15           | 8            | 2            | 78            |
| متوسط الرطوبة النسبية (%)                                           | 78           | 77          | 76           | 78           | 80           | 81           | 80           | 81           | 83           | 84           | 83           | 80           | 80            |
| ساعات سطوع الشمس الشهرية                                            | 283          | 245         | 241          | 211          | 187          | 194          | 217          | 208          | 166          | 167          | 191          | 252          | 2٬561         |
| المصدر: Instituto de Hidrologia Meteorologia y Estudios Ambientales |              |             |              |              |              |              |              |              |              |              |              |              |               |

## توأمة
لبارانكيا اتفاقيات توأمة مع كل من:
- تامبا
- بوينس آيرس
- ميامي
- غواياكيل
- براونزفيل
- كاوهسيونغ
- بيت لحم
- ماراكايبو [7]

## أعلام
- تيوفيلو غوتييريز
- خوسيه فوينمايور
- برودينسيو كاردونا
- سانتوس جوتييريث
- ماركوس كول
- فرنسيسكو خافيير فيرغارا إي فيلاسكو
- كارلوس باكا
- بولينا فيغا
- جيسون موريو
- كارمن فيلالوبوس
- شاكيرا

## معرض صور

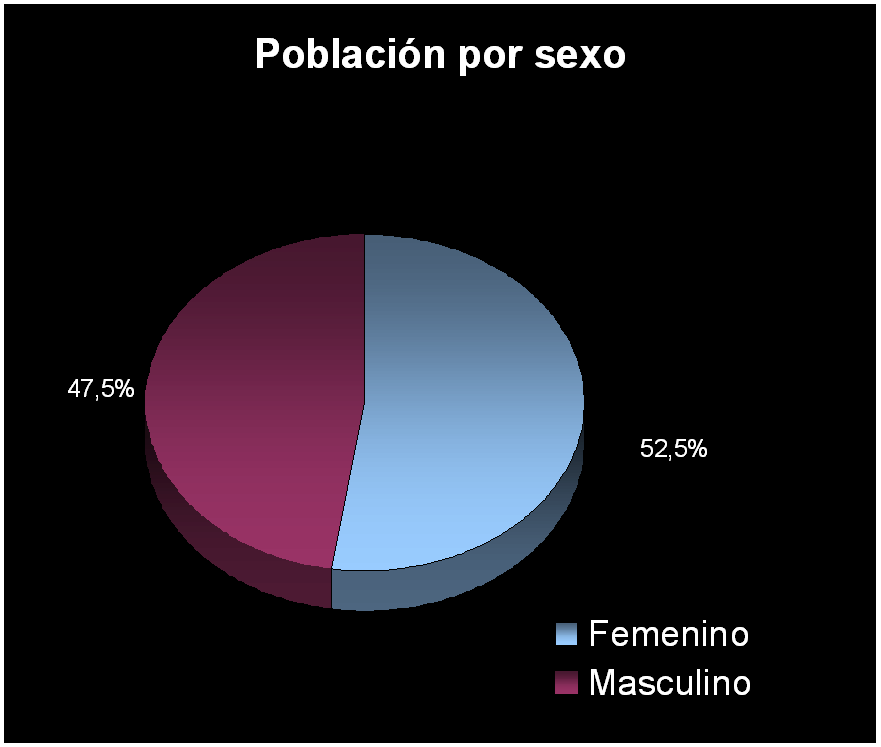
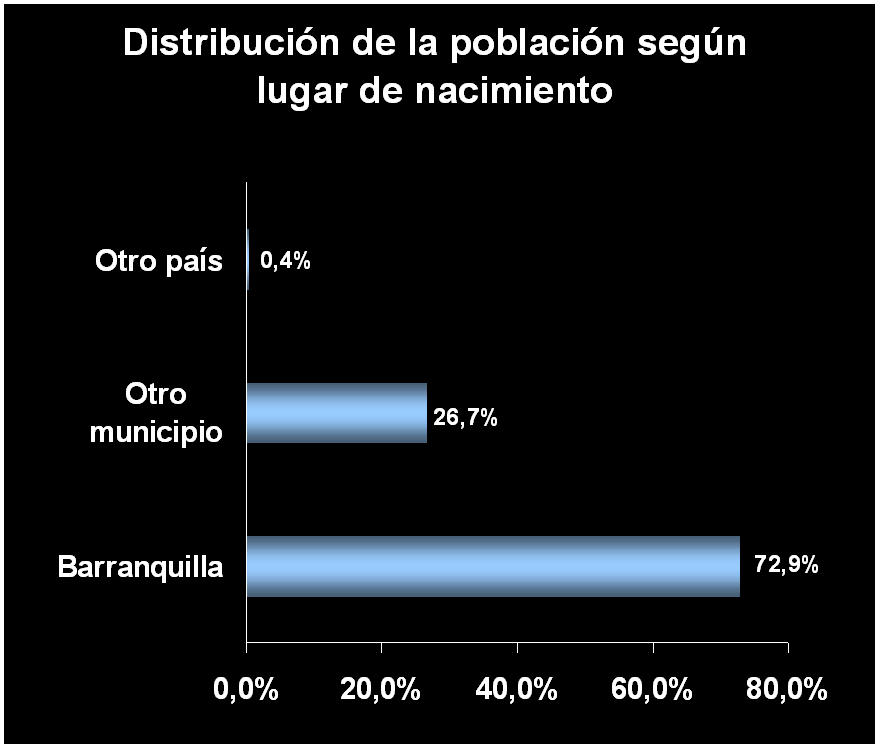
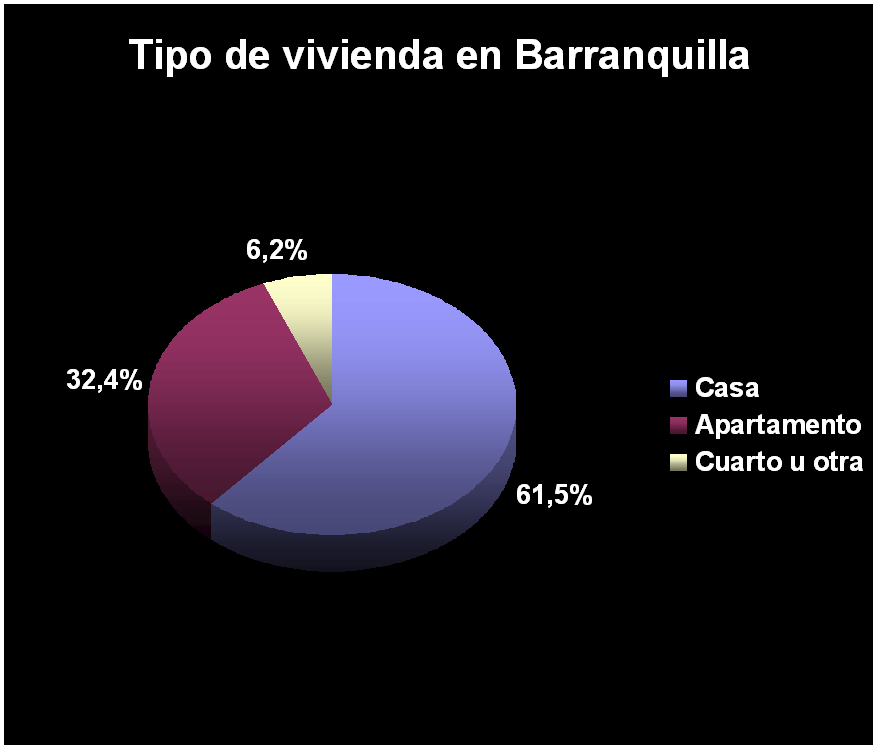